# هرم جدکارع ایسسی
هرم جدکارع ایسِسی یک هرم مصر باستان است که در سقاره در شمال مصر واقع شده است. این بنا در طول سلسله پنجم پادشاهی قدیم ساخته شده است و به دلیل طراحی منحصر به فرد خود از جمله ورودی کوچکتر از حد معمول و یک حیاط بزرگ قابل توجه است. این هرم در ابتدا حدود ۵۲ متر ارتفاع داشت، اما امروزه فقط سطوح پایین‌تر آن باقی مانده است. با وجود این، این هرم هنوز منظره ای چشمگیر و گواهی بر مهارت‌های معماری پیشرفته مصریان باستان است. داخل هرم دارای مجموعه ای از راهروها، اتاقک‌ها و گذرگاه‌هایی است که نمونه ای از ساخت اهرام مصر است.
ورودی اصلی هرم در ضلع شمالی قرار دارد و به یک راهروی نزولی منتهی می‌شود که با بلوک‌های گرانیتی بزرگ پوشیده شده است. این راهرو به یک اتاق تدفین منتهی می‌شود که در پایه هرم قرار دارد. اتاق تدفین از سنگ آهک ساخته شده و دارای هفت طاقچه مستطیل شکل در امتداد دیوارها است که احتمالاً برای نگهداری وسایل تدفین استفاده می‌شده است.
اتاق تدفین از طریق یک سری گذرگاه به چهار اتاق دیگر متصل می‌شود. گمان می‌رود این اتاق‌ها برای تهیه و نگهداری وسایل تدفین و نذورات فرعون استفاده می‌شده است.
به‌طور کلی، داخل هرم جدکارع ایسسی نگاهی اجمالی به شیوه‌های معماری و مذهبی مصر باستان ارائه می‌دهد. این یک دستاورد قابل توجه مهندسی و طراحی است که در آزمون زمان مقاومت کرده است.